# Sacu
Sacu (in ungherese Szákul) è un comune della Romania di 1608 abitanti, ubicato nel distretto di Caraș-Severin, nella regione storica del Banato.
Il comune è formato dall'unione di 3 villaggi: Sacu, Sălbăgelu Nou, Tincova.